# Мариета Хрусала
Мариѐта Хрусала̀ - Патѝца (на гръцки: Μαριέττα Χρουσαλά - Πατίτσα) е гръцки топ модел, бизнесдама и телевизионна водеща.

## Биография
Родена е на 11 март 1983 година във воденското село Оризари, Гърция, в семейство на учители. В 1985 година се мести със семейството си в Атина. Завършва Медии и комуникации в Атинския университет. В 2003 година става Мис Гърция, класирайки се да представи страната си на конкурса Мис Вселена, където завършва на 15 място. Като модел Мариета Хрусала се снима за кориците на много модни списания.
В 2002 година започва доброволческа работа по Летните олимпийски игри за 2004 година в Атина и след като печели титлата Мис Гърция е избрана за една от звездите, които да участват в щафетата с олимпийския огън, която завършва в Атина.
Като телевизионна водеща работи като ко-водеща в телевизионната игра „Много неделно“ (Πολύ την Κυριακή) в първия сезон на предаването по канал Мега Чанъл. След това напуска Мега Чанъл и започва собствено предаване в телевизионния канал Алтер Чанъл. Става основната водеща в сутрешната телевизионна игра „Гърция играе“ (Η Ελλάδα παίζει).
На 5 юни 2010 година Мариета Хрусала се жени за гръцкия корабен магнат, собственик и основател на Атлас Маритайм, Леон Патицас. Двамата имат две деца - дъщеря, родена на 24 октомври 2012 година и син, роден на 4 март 2015 година.
В 2011 година Хрусала заедно с майка си Аглая, написва книга с рецепти и кулинарни съвети, озаглавена „От майка за дъщеря“ (Από μητέρα σε κόρη).
В 2012 година Мариета Хрусала решава да основе собствен бизнес с ръчно изработени сандали с елементи от древногръцкото изкуство.